# Try Boy,Try Girl
「Try Boy,Try Girl」（トライ・ボーイ・トライ・ガール）は、前田亘輝の楽曲。前田の通算4枚目のシングルとして1993年11月10日にSony Recordsから発売された。

## 概要
前田のシングルとしては前作「Christmas For You」から1年振りのリリースとなる。今作の特徴としてこれまでアルバムの中での収録率が高かったハードロック調が取り入れられている点が挙げられる。
本曲は、 日本テレビ系「ワールドグランドチャンピオンズカップ'93テーマソングに起用されたハードロック調の曲。Aメロは男性をテーマに、Bメロは女性をテーマに、それぞれへの応援歌的見解もできる。
売上は80万枚、総売上も100万枚を越え、自身最大のヒット曲となった。1993年に日本テレビ系で放送されたワールドグランドチャンピオンズカップのテーマソングに起用された。当時のTUBEを上回るほどのCDの出荷枚数を記録しており、当時この曲を前田名義ではなく「TUBE　Try Boy,Try Girl」と勘違いしている者もいた。
カップリング曲「Face To Face」は同年2月に発売された6thアルバム『前田亘輝 & HIS BLUES FRIENDS』収録の全編前田ヴォーカル・ヴァージョン。ゆったりしたミディアムテンポの楽曲。

## 収録曲
| 全作詞: 前田亘輝。 |                                          |           |           |            |      |
| #                  | タイトル                                 | 作詞      | 作曲      | 編曲       | 時間 |
| 1.                 | 「Try Boy,Try Girl」                     | 前田亘輝  | UNI       | UNI        | 3:33 |
| 2.                 | 「Face To Face」                         | 前田亘輝  | 前田亘輝  | 葉山たけし | 5:57 |
| 3.                 | 「Try Boy,Try Girl（Original Karaoke）」 | 前田亘輝  | UNI       | UNI        | 3:34 |
| 合計時間:          | 合計時間:                                | 合計時間: | 合計時間: | 13:04      |      |

## 参加ミュージシャン
- 青山純：ドラム
- 池田大介：キーボード
- 大黒摩季：コーラス (#1)
- 勝田かず樹：サックス
- 寺沢功一：ベース
- 松川敏也：ギター

## タイアップ
- 日本テレビ系「ワールドグランドチャンピオンズカップ'93テーマソング (#1)
- テレビ東京系「ときめきマリンⅡ」エンディングテーマソング (#2)

## 収録アルバム
- 前田亘輝 & HIS BLUES FRIENDS (#2、前田亘輝 & HIS BLUES FRIENDSによるオリジナル・ヴァージョン)
- HARD PRESSED (#1、ロサンゼルスで新録されたアルバム・ヴァージョン)
- Single Collection + (#1)